# 信仰後退者
信仰後退者（しんこうこうたいしゃ）とは、キリスト教改革派の用語で信仰が後退した者の事である。
信仰後退者の教理の根拠となる聖句は、詩篇37:28である。改革派には聖徒の永遠堅持の教理があり、「一時的転倒」をして主に立ち返る信仰後退者と、新生していなかった者を区別する。信仰後退者は一時的に信仰から離れても、必ず返って来るとされる。
信仰後退者が主に立ち返った例として、ヒュー・レッドウッド著『貧民窟における神』、パーシィ・ラッシュ著『炎の中からの燃えさし』などがあげられる。